# Föryngringsavverkning
Föryngringsavverkning är i Sverige det juridiska namnet på slutavverkning i Skogsvårdslagen. Syftet är avveckla/skörda den äldre skogen för att därefter ge en ny plantskog (föryngring) möjlighet att utvecklas. Föryngringsavverkning genomförs normalt som kalhuggning med eller utan kvarlämnade fröträd, men i enstaka fall som skärmställning. I litteraturen nämns även andra sätt, såsom luckhuggning och kanthuggning men det saknas numera praktiska exempel där man använder dessa metoder. Begreppet föryngringsavverkning infördes i skogsvårdslagstiftningen i början av 1990-talet men har ofta uppfattats som ett sätt att försköna begreppet slutavverkning.